# Rothenhusen
Rothenhusen ist eine 1595 von Lübeck befestigte mittelalterliche Zollstation und Fähre der Hansestadt Lübeck auf einer kleinen Insel am Nordende des Ratzeburger Sees im Naturpark Lauenburgische Seen, direkt am Ausfluss der Wakenitz aus dem See gelegen. 
Die Befestigung an dieser Stelle diente der Abwehr von Übergriffen der Herzöge von Sachsen-Lauenburg. Rothenhusen gehört zur Gemeinde Groß Sarau an der Alten Salzstraße, steht aber wie die Wakenitz selbst auch seit dem Mittelalter im Eigentum der Hansestadt Lübeck. Eine nach der Wende wieder instandgesetzte hölzerne Straßenbrücke aus dem Jahr 1927 führte an dieser Stelle über die Wakenitz und verband so Schleswig-Holstein und Mecklenburg. Auf der mecklenburgischen Seite in Utecht schließt das Biosphärenreservat Schaalsee an den Naturpark des lauenburgischen Ufers an. Die alte Brücke wurde 2008 abgerissen und 2009 durch eine neue Brücke ersetzt. Der Bau der Brücke wurde am 13. März 2009 durch eine Entscheidung des Verwaltungsgerichts Schleswig auf Antrag des BUND zunächst gestoppt. Die Brücke stand zwei Wochen vor ihrer Fertigstellung. Ein Vergleich scheiterte daran, dass die Öffentliche Hand nicht bereit war, einen von den Umweltverbänden geforderten Ausgleichsbetrag an die Stiftung Biosphärenreservat Schaalsee zu leisten. Der Landrat des Kreises Herzogtum Lauenburg Gerd Krämer wertete die Forderung des BUND als „Erpressungsversuch.“ Die Eröffnung fand gleichwohl Anfang April 2009 statt. In Rothenhusen treffen sich die Fahrgastschifflinien von Ratzeburg und Lübeck aus kommend. Auf westlicher Seite der Wakenitz führt der Drägerweg als Wanderweg weiter nach Lübeck.

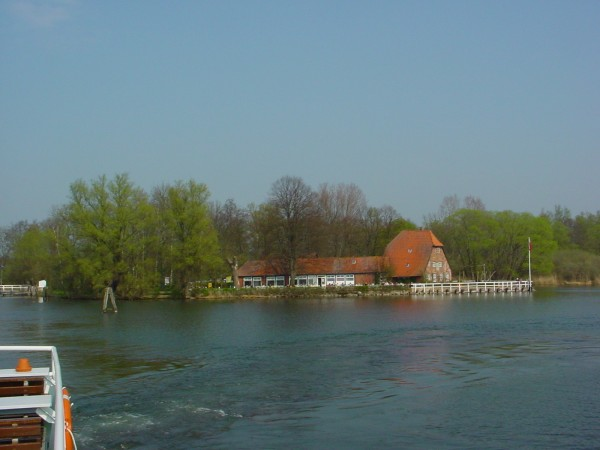
Das Fährhaus vom Ratzeburger See aus gesehen
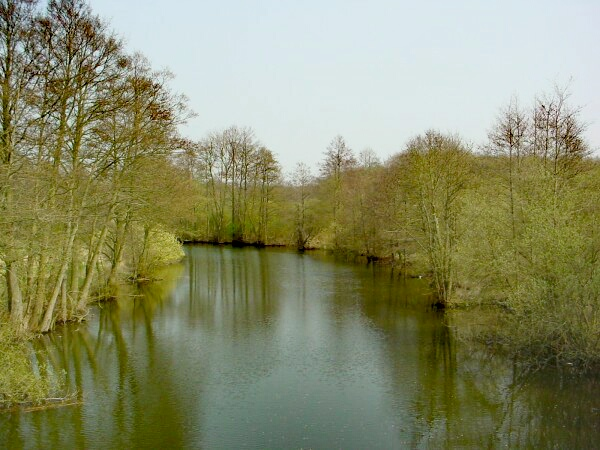
Wakenitz bei Rothenhusen
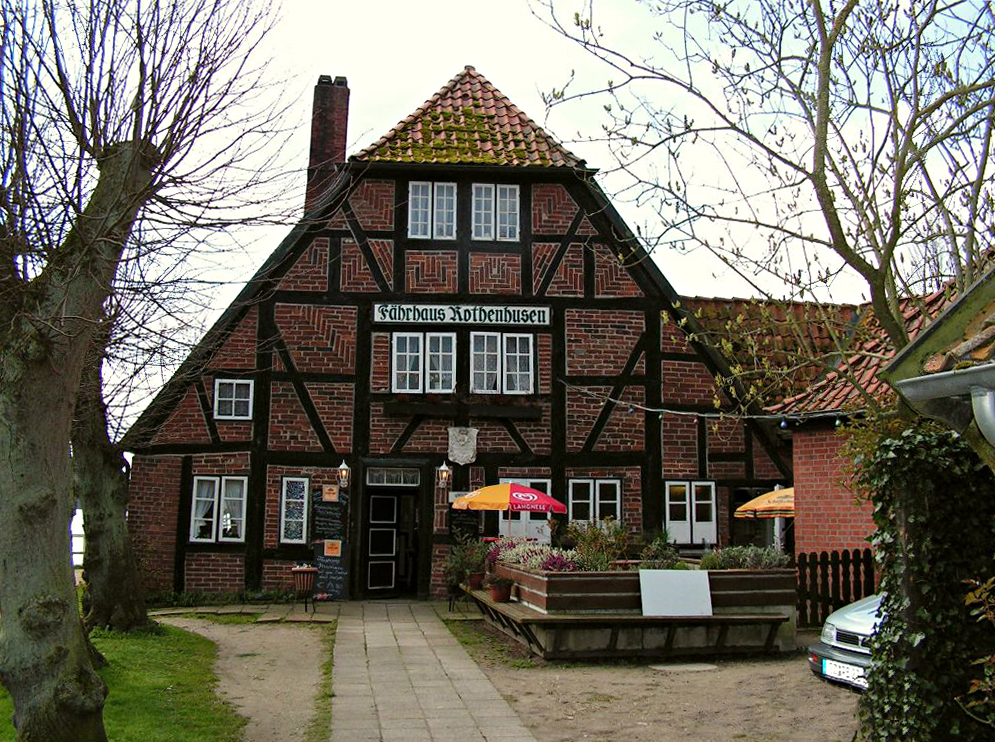
Fährhaus Rothenhusen
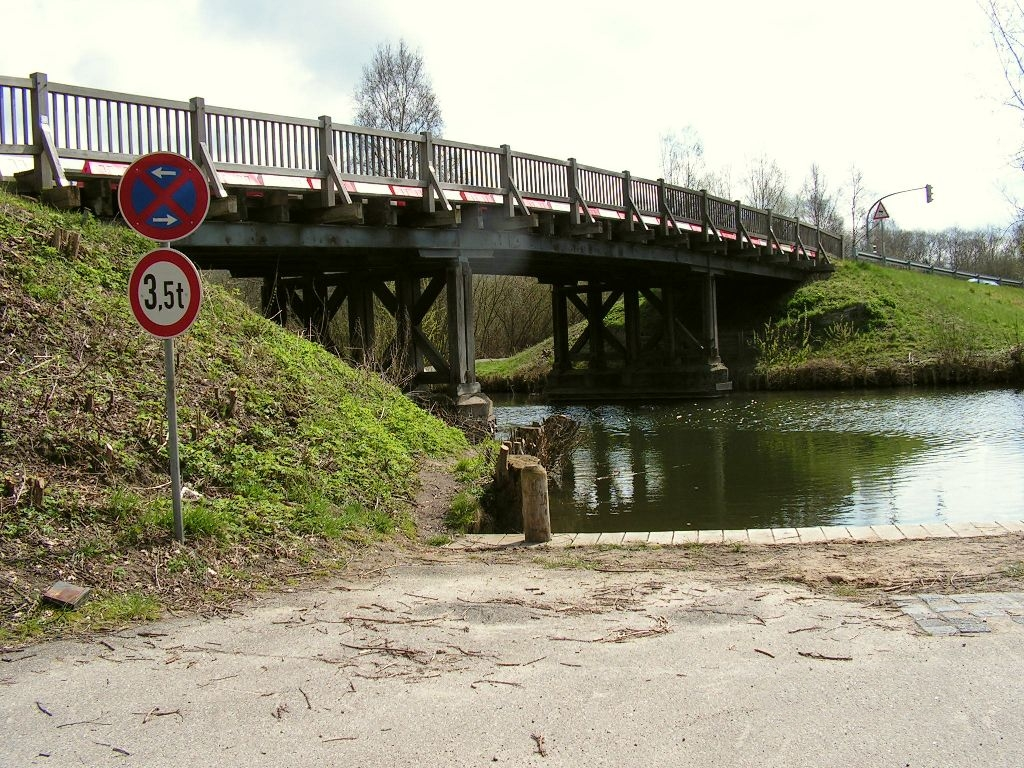
Ehemalige Brücke nach Mecklenburg-Vorpommern bei Rothenhusen
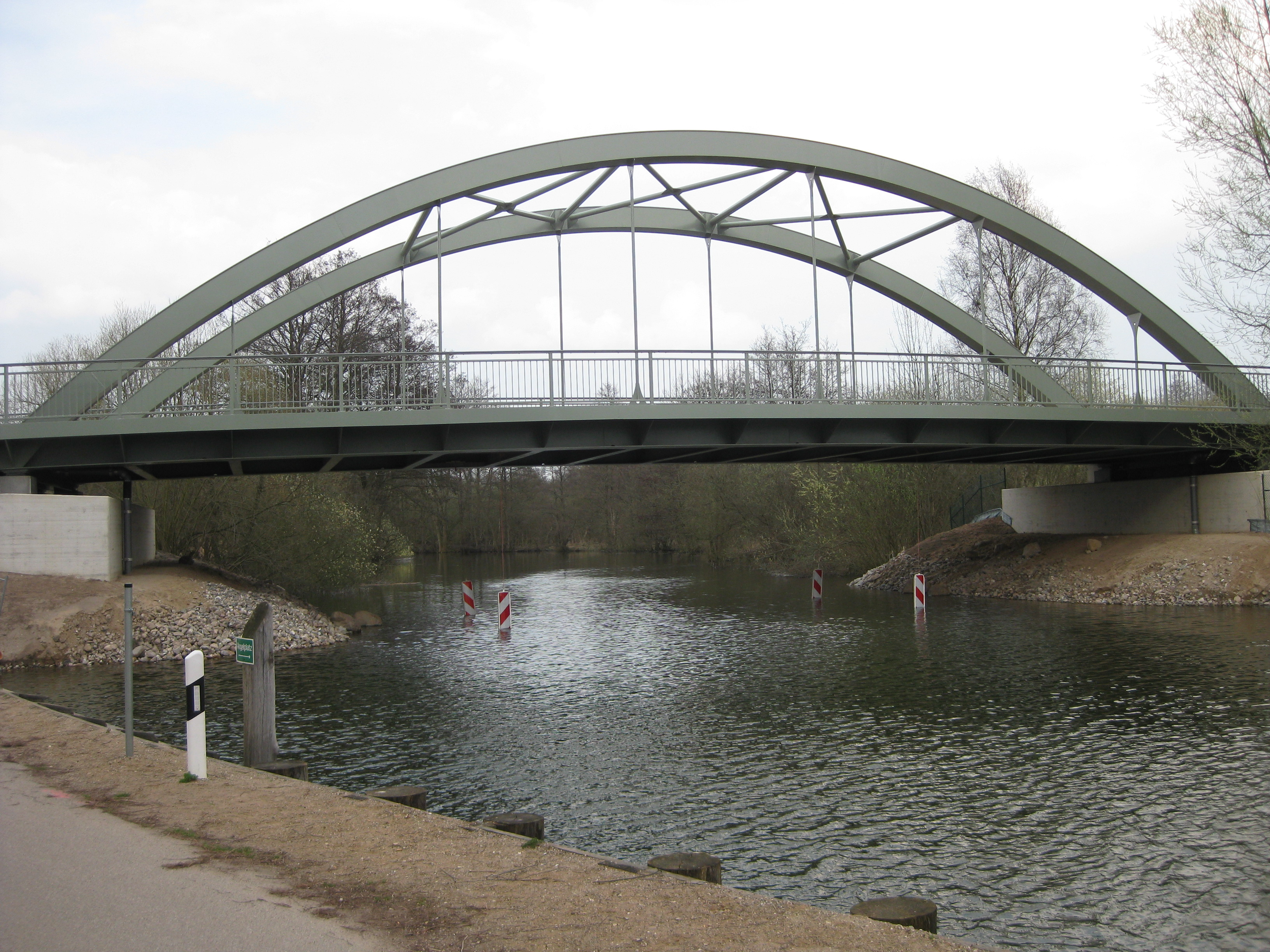
Neue Bogenbrücke (2009)